# Покровский, Иван Петрович
Ива́н Петро́вич Покро́вский (1872—1963) — врач, член Государственной думы III созыва от неказачьего населения Кубанской и Терской областей и Черноморской губернии, во время работы в Думе журналисты прозвали его «Покро́вский 2-й», в отличие от «Покровского 1-го».

## Биография
Из семьи псаломщика. Окончил Тверскую духовную семинарию. Выпускник медицинского факультета Казанского университета. C 1898 года работал врачом в Санкт-Петербургской Мариинской больнице. В 1902 году был арестован по делу «Петербургского союза борьбы за освобождение рабочего класса». После 11-месячного пребывания в доме предварительного заключения (по другим сведениям, двухлетнего заключения в тюрьме) приговорён в административном порядке к ссылке в Восточную Сибирь. В 1903 году по приговору был осуждён на 5 лет ссылки. В 1904—1905 годах во время русско-японской войны служил врачом на театре военных действий в Маньчжурии. С марта 1906 года заведующий городской больницей в Темрюке (здание сохранилось, ныне ул. Октябрьская, 10). Годовое жалованье составляло 1200 рублей. Состоял в большевистской фракции Российской социал-демократической партии.
14 октября 1907 избран в Государственную думу III созыва от населения, не принадлежащего к казачеству Кубанской и Терской областей и Черноморской губернии. Вошёл в состав Социал-демократической фракции. Состоял в бюджетной думской комиссии, в комиссии об уставе и штатах императорских российских университетов, библиотечной комиссии, в комиссиях о гимназиях и подготовительных училищах, по рыболовству, по переселенческому делу. Выступил от имени Социал-демократической фракции с заявлением по поводу декларации Совета министров, внёс формулу перехода к очередным делам по законопроекту о предоставлении Министерству финансов права совершения кредитных операций. 20 февраля 1906 года на основании статьи 38 Учреждения Государственной думы был устранён на 3 заседания. Проявил себя как блестящий оратор, дважды встречался с В. И. Лениным по делам думской деятельности.
В 1910 в качестве представителя Социал-демократической фракции 3-й Государственной думы вошел в редакцию большевистской газеты «Звезда».
С 26-го августа 1910 участвовал в международном конгрессе левых в Копенгагене.
Баллотировался в 4-ю Государственную думу. На последнем этапе от получил 31 голос, в то время как за кандидата кадетов Николаева было отдано 30 голосов, за кандидата от правых — 32. Вопреки предварительному соглашению, кадеты блокировались с правыми и провели своего кандидата.
В 1914 служил врачом в Уфе, принимал в амбулатории чахоточных больных. 4-го февраля случился неприятный инцидент — больная девица, прислуга чиновника, заявила дежурившему при амбулатории городовому, что Покровский пытался её изнасиловать. Было произведено дознание и 5-го февраля бывший депутат был арестован и заключен в тюрьму. Газеты писали, что Покровский, возможно, стал жертвой шантажа.
В 1920 году первый заведующий Кубано-Черноморским здравотделом.

## Оценки современников и властей
По мнению охранного отделения: «Меньшевик Покровский — специалист по вопросам острого характера. Он выдвигается при всякого рода вопросах, когда требуется больше сообразительности, чем знаний. Меньшевик с сильным оттенком ликвидаторства. Все речи общего характера он заучивает до деталей. С возражениями и репликами выступает самостоятельно. К партии в её настоящем виде относится с едкой иронией, но поддерживает сношения с провинцией. Пользуется крупной популярностью и по всей вероятности будет избран и в четвертую Думу.».

#### Архивы
- Российский государственный исторический архив. Фонд 1278. Опись 9. Дело 619.